# Universiteit van Swansea
De Universiteit van Swansea (Engels: Swansea University, Welsh: Prifysgol Abertawe) is een universiteit in de stad Swansea in Wales. De universiteit werd in 1920 als vierde college toegevoegd aan de Universiteit van Wales (Engels: University of Wales). In 1996 kreeg de universiteit de nieuwe naam Universiteit van Wales Swansea als gevolg van het doorvoeren van enkele structurele veranderingen binnen de UvW. Ter voorbereiding op verdere mogelijke veranderingen binnen de UvW kreeg zij in het jaar 2005 ook het recht toegewezen om academische titels uit te reiken. Toen ten slotte op 1 september 2007 de UvW een vereniging zonder leden werd en de universiteiten een zelfstandige status kregen, werd de universiteit officieel omgedoopt tot Universiteit van Swansea.
De universiteit is wat betreft studentenaantal de op twee na grootste universiteit in Wales. De campus bevindt zich net buiten het stadscentrum op het terrein van Singleton Park en aan de noordkant van de Baai van Swansea. Ten oosten bevindt zich het schiereiland Gower.

## Bestuur en organisatie
De Universiteit van Swansea kreeg de Royal charter in 1920 en net als de meeste andere universiteiten heeft Swansea een constitutie gebaseerd op statuten. Het bestuurlijke orgaan van de universiteit bestaat uit een Council, die op haar beurt weer ondersteund wordt door de Senate en het Court.
- De Council bestaat uit 29 leden, waaronder de rector magnificus, pro-rector, vice-rector, pro-vice-rectors, medewerkers, studenten, vertegenwoordigers van de gemeente en een meerderheid van buitenstaanders (Engels: laymen). De Raad is verantwoordelijk voor alle activiteiten van de universiteit en heeft een strakke organisatie bestaande uit commissies die ondersteuning geven bij het uitvoeren van taken.
- De Senate bestaat uit 200 leden, waarvan de meerderheid academici zijn. Daarnaast zijn er ook vertegenwoordigers van de Studentenunie en de Studentensportunie. De senaat, voorgezeten door de vicerector die zowel academisch als administratief gezien het hoofd is van de universiteit, is het hoofdorgaan van de universiteit en draagt de verantwoordelijkheid voor onderwijs en onderzoek.
- De Court bestaat uit meer dan 300 leden verspreid over lokale en national instituten, die de aandeelhouders vertegenwoordigen. Men komt jaarlijks bijeen om het jaarverslag te bespreken en andere belangrijke zaken binnen het hoger onderwijs te overleggen.

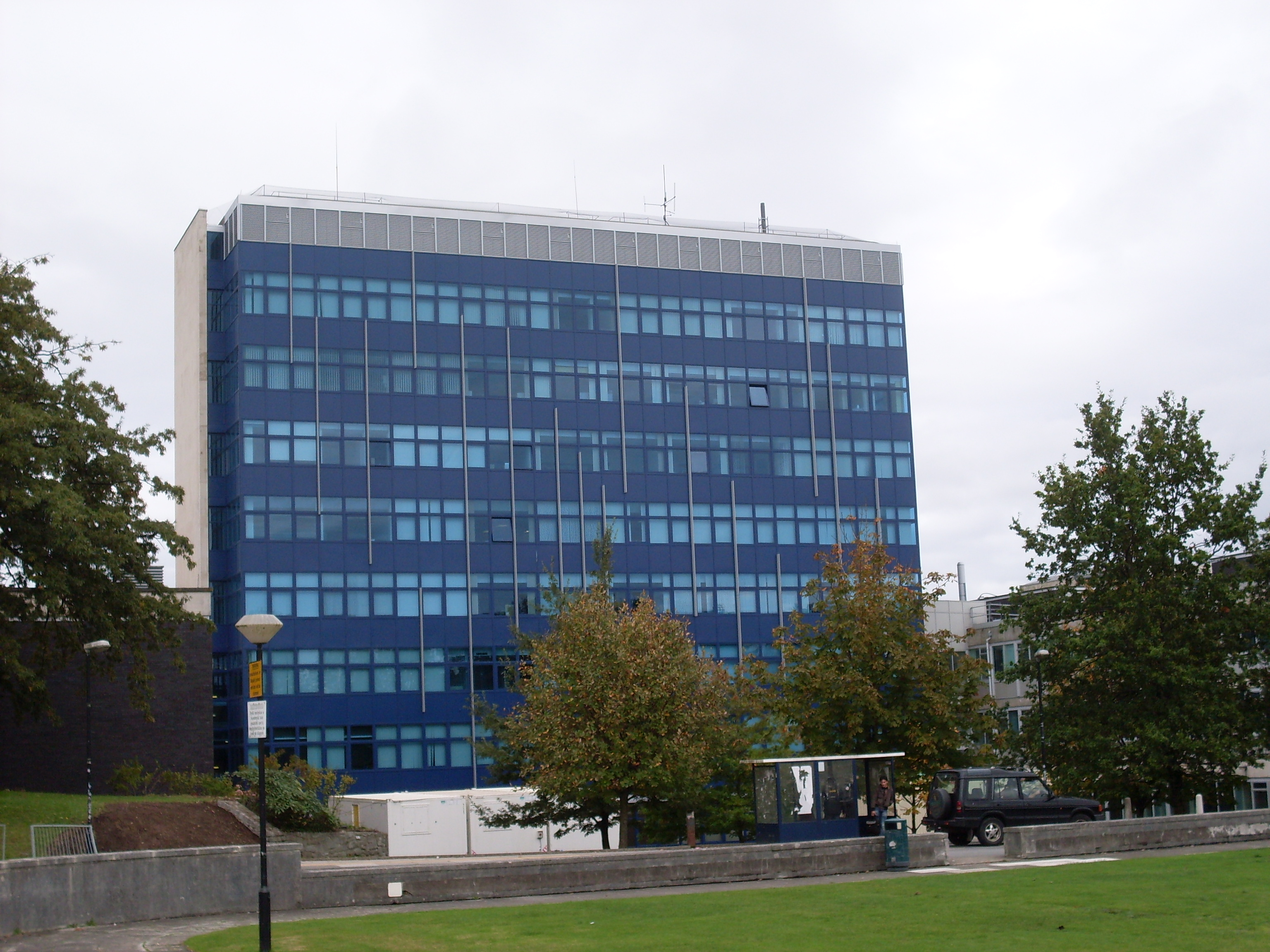
Faraday Tower, het gebouw waarin zich de faculteiten voor bouwkunde en natuurwetenschappen bevinden.

## Campus
Het grootste deel van de universiteitsgebouwen bevindt zich op de campus in Singleton Park, dat aan de baai gelegen is. Het sportcentrum (Sports Village) ligt naast de campus en Hendrefoelan Student Village ligt op ongeveer 4 kilometer afstand.

### Bibliotheek
De bibliotheek en het informatiecentrum (Library & Information Services - LIS) bevat naast een bibliotheek ook balies voor IT-diensten en Loopbaanadvies. Het hoofdgebouw op de campus bevat meer dan 800.000 boeken en tijdschriften heeft een aanbod van meer dan 23.000 elektronische bronnen (zoals tijdschriften). In de bibliotheek zijn meer dan 1000 studieplekken, waarvan de bijna de helft voorzien is van pc’s met internetverbinding. Verder heeft de bibliotheek sinds korte tijd zeer ruime openingstijden, en bevindt er zich een kleine Costa koffiebar naast de ingang.

### Sportcentrum
Het sportcentrum ligt ten westen van de campus, aan de overkant van de weg. Het centrum wordt zowel door de universiteit gebruikt voor sportopleidingen als door de studenten ter recreatie. Het centrum bevat het Wales National Pool, evenals als een overdekte hardloopbaan met 6 banen, een sportschool, sporthal, tennisbanen, squashbanen en een klimmuur. Buiten liggen nog een hardloopbaan met 8 banen en verlichte velden voor onder andere rugby, voetbal, lacrosse en cricket.

### Xtreme Radio 1431AM
Xtreme Radio is het radiostation van de universiteit en wordt gerund door studenten. Het station werd in 1968 als Action Radio opgericht, en is daarmee het derde radiostation dat door studenten beheerd wordt in het Verenigd Koninkrijk, en het oudste studentenradiostation in Wales. De zender is op verschillende plekken op de campus te ontvangen; in Swansea zelf via de ether op 1431am en wereldwijd via internet. De zender draait vele verschillende soorten muziek en heeft ook een aantal gespecialiseerde programma’s zoals talkshows en sportshows.

### Museum van Egyptische Oudheid (Egypt Centre)
In het Taliesin-gebouw ligt het Egypte Centrum, een museum over de Egyptische Oudheid dat voor iedereen (ook niet-studenten) vrij toegankelijk is. De collectie bevat meer dan 4000 stukken, waarvan de meeste verzameld zijn door de apotheker Sir Henry Wellcome. Andere stukken zijn door het British Museum, het Royal Edinburgh Museum, de National Museums and Galleries of Wales Cardiff, het Royal Albert Museum en Kunstgalerie en particulieren aan het museum geschonken.
De medewerkers van het centrum geven regelmatig lezingen aan museumorganisaties en externe instanties over een grotere deelname van universitaire musea op sociaal en vrijwilligersgebied. Het centrum wordt regelmatig door scholen bezocht die deelnemen aan een stimulerend en interactief programma.

### Studentenhuisvesting
De universiteit biedt plek aan ongeveer 3400 studenten in studentenflats en probeert jaarlijks meer dan 98% van de nieuwe bachelorstudenten te huisvesten. Er is ook huisvesting beschikbaar voor internationale masterstudenten.
De universiteit heeft en onderhoudt gebouwen op zowel de campus zelf als erbuiten, zoals het speciaal voor studentenhuisvesting gebouwde Student Village. Enkele nieuwe gebouwen werden opgeleverd in 2004 en 2008.
Tot slot zijn er ook een aantal studentenhuizen in de wijken Uplands en Brynmill die door de universiteit beheerd worden.

#### Hendrefoelan Student Village
De Student Village is de grootste studentengemeenschap en huisvest 1644 studenten in zelfstandige appartementen. Het ‘dorp’ ligt Ongeveer 4 kilometer van de campus vandaan in een bosrijke omgeving met open grasgebieden. Er is een minisupermarkt, een wasserette, een bar en een klein eetcafé aanwezig. Een buslijn brengt de studenten naar de campus, het stadscentrum, het Swansea Stadium en diverse ziekenhuizen. Ook ligt het dorp vlak bij het centrum van Killay.

#### Campusgebouwen
Er zijn 9 woonflats op de campus die samen onderdak bieden aan 1226 studenten. Er zijn verschillende soorten kamers, zoals kamers met of zonder maaltijden (part-catered en self-catered), standaardkamers en kamers met badkamer (en-suite). Caswell, Langland en Oxwich zijn de drie gebouwen die in 2004 opgeleverd zijn en de oudste gebouwen (Kilvey, Preseli, Rhossili en Cefn Bryn) zijn in de afgelopen paar jaar opnieuw ingericht. Penmaen en Horton vormen de nieuwste toevoegingen aan de studentenflats met 351 self-catered, en-suite kamers. Veel van de kamers kijken uit over de baai of op het park.

#### Tŷ Beck / Beck House
Beck House (Welsh: Tŷ Beck) bestaat uit zes grote Victoriaanse rijtjeshuizen in de wijk Uplands, op ongeveer 1,5 kilometer afstand van de campus. Hier wonen voornamelijk masterstudenten, studenten met families en internationale uitwisselingsstudenten.

## Nieuwe ontwikkelingen

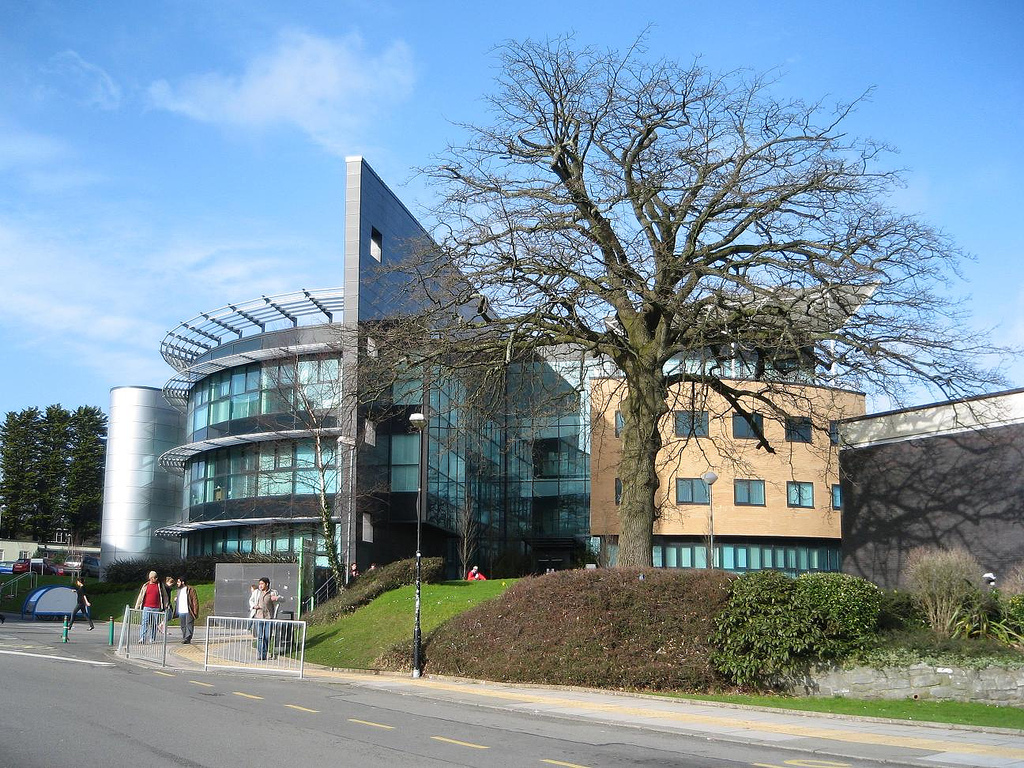
Digital Technium

De universiteit heeft een aantal veranderingen ondergaan, waarbij populaire vakgebieden zoals geschiedenis, Engels, Aardrijkskunde en Computer Science zijn uitgebreid en de faculteiten sociologie, antropologie en filosofie zijn gesloten. De faculteit Chemie neemt ook geen bachelorstudenten meer aan, maar blijft wel open voor masterstudenten en onderzoek. Een van de voorstellen is ook om de faculteit Moderne Talen te halveren, maar dit stuit op veel protest. Nieuwe studierichtingen zijn de studie lucht- en ruimtevaarttechniek (Aerospace Engineering) en een samenwerkingsverband met de Universiteit van Cardiff dat in 2004 is gestart en een 4-jarige, versnelde medische opleiding in Swansea betreft. Vanaf 2007 mag de universiteit de studie zelfstandig aanbieden.